# ヒューレット・パッカードのプリンター
ヒューレット・パッカードのプリンターでは、ヒューレット・パッカード (HP) のプリンター製品について詳述する。

## 概要

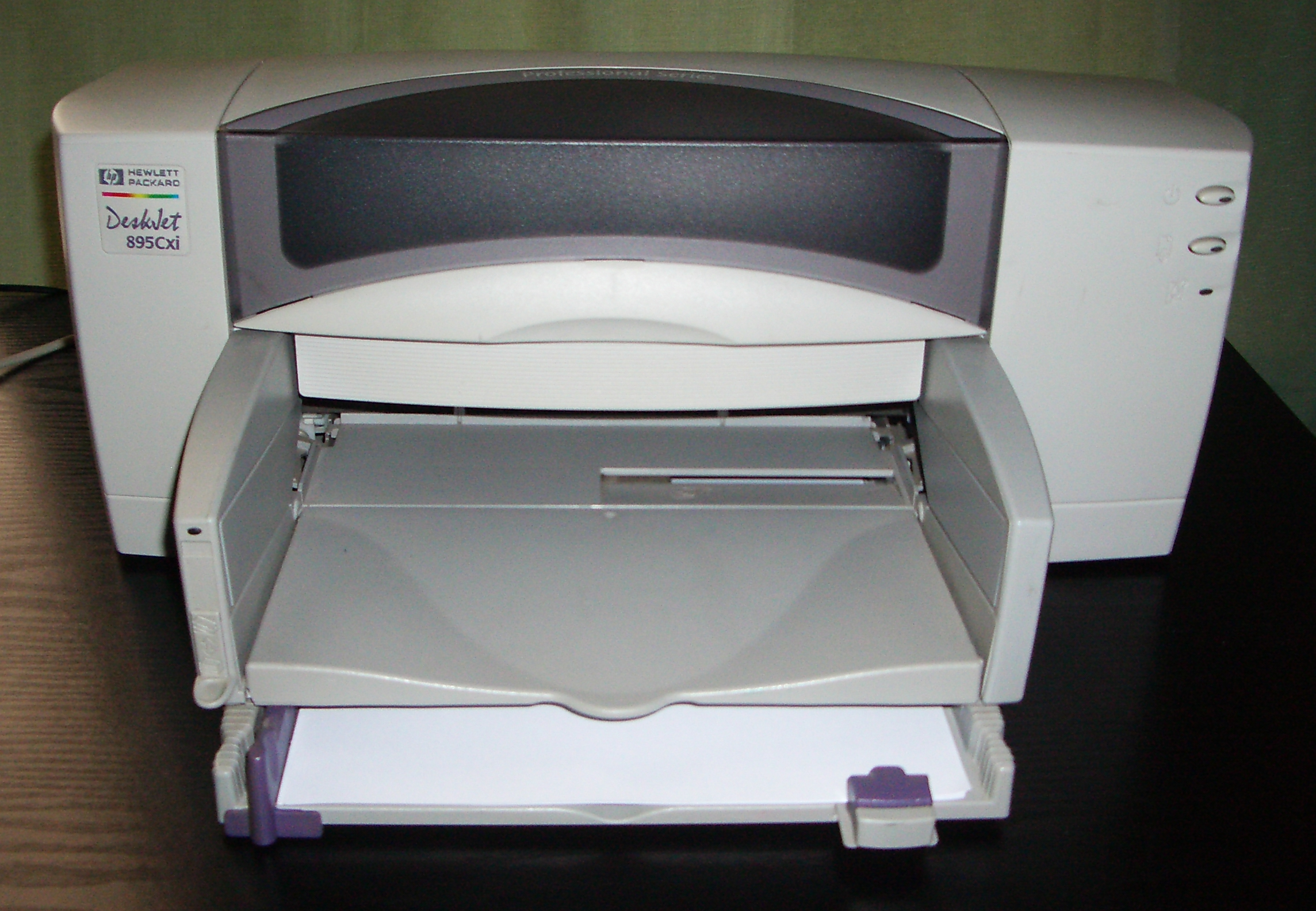
DeskJet 895Cxi

HP製のインクジェットプリンターは、一部の機種（シリーズ）を除き、プリントヘッドとインクタンクが一体型のカートリッジとなっているのが特徴であった。世界的にはシェアトップであるが、日本では、エプソン、キヤノンの次のその他のグループに甘んじている。 
ヘッドのインク詰まりがほとんど発生せず（詰まっても構造上交換に依って解消できる）、ハードウェア自体の耐久性も高いため、一部の熱狂的な愛好者が存在する。 黒インクは古くから顔料系のものを採用し、普通紙印刷でもにじみのない（目立たない）品質を謳い文句にしていた。最近発売されるモデルでは、インクとヘッド一体モデルは下位機種に限られる。中、上位機種では、プリントヘッドとインクカートリッジが独立しており、インクカートリッジは各色独立している。上位機種ではインクカートリッジが大容量化され、プリントヘッドが2色一体の交換式である。なお2008年夏モデルでは、廉価機でもインクカートリッジ独立式を採用している。
小規模オフィス (SOHO) 向けに強みがあり、USB、プリントサーバ（有線・無線LAN）などのインターフェース、 スキャナ・FAX等の機能を搭載した複合機を他社に先駆けて積極的に導入している。
本体の給紙・排紙は、伝統的に本体前面から行う方式が採用されている。本体後方に給紙スペースが要らず、埃に強いなどの利点があるが、本体後方で180度反転する機構上、厚手の封筒やハガキの印刷は不得意であるとされている（年賀ハガキ程度は問題ない）。その機構を逆手にとり、両面印刷機構を他社に先駆けて導入している。
基本的な（とくに写真レベルの）印刷画質は、基本的にインクカートリッジに依存する。 同時期に発売された機種で、同じタイプのカートリッジが採用されていれば、高機能・高級品から廉価品まで基本的に印刷品質に差が出ない。
写真画質に対する取り組みに関しては元々は熱心ではなかったが、2002年発売のDeskJet 5550以降はフォトインクを追加し、6色カラー印刷に対応させ、次のモデルDeskjJet 5650でようやく4辺フチなし印刷に対応した。2005年のhp177インクシリーズでは、6色カラー印刷が標準となり、顔料ブラックをなくして完全に写真印刷用途に振った特性を持たせた。2008年のhp178インクシリーズからは顔料ブラックが復活し、通常文書と写真の両方をバランス良く印刷できるモデルになっている。現在はラインナップを印刷専用機から複合機へシフトさせている。2009年現在、家庭用機においては、日本市場向けラインナップのほとんどが複合機となっている。
日本メーカー製品がインクドロップサイズを小さくし、写真印刷での粒状感を目立たなくさせる方向なのに対し、伝統的にHP製インクジェットプリンターはドロップサイズが大きく粒状感が目立つ。これは詰まりにくいこととのトレードオフであり、熱狂的ファンがいる一方、特に日本では消費者にアピールできなかった。しかし2008年夏モデルから日本メーカー製並の1.3ピコリットルのドロップサイズを謳っており、設計方針が徐々に変化してきている。
HP製のレーザープリンターは、全機種においてプリントエンジンが他社製である。一部のモデルは筐体を含めてOEM供給を受けている。オフィス向けの中～高価格帯の製品ラインアップとなっている。プリントエンジン供給元は、以前はキヤノンのみであったが、現在は複数の企業から供給されている。
インクジェットプリンター
- Photosmart シリーズ（コンシューマ向け、家庭用）
- Photosmart Proシリーズ（写真愛好家、プロシューマー向け多色機）
- Officejet Proシリーズ（SOHO向け高速4色機）
- Deskjet シリーズ（かつて主力だった印刷専用機）
- Business Inkjet シリーズ（かつて主力だったSOHO向け）
- DesignJet シリーズ（A2サイズ以上、ロール紙使用の大型プリンター・プロッタ）
- PSC シリーズ（かつての複合機）

レーザープリンター
- LaserJet シリーズ　（キヤノン等の他社製プリントエンジン）
- Color LaserJet シリーズ　（コニカミノルタ製プリントエンジン）

## インクカートリッジ

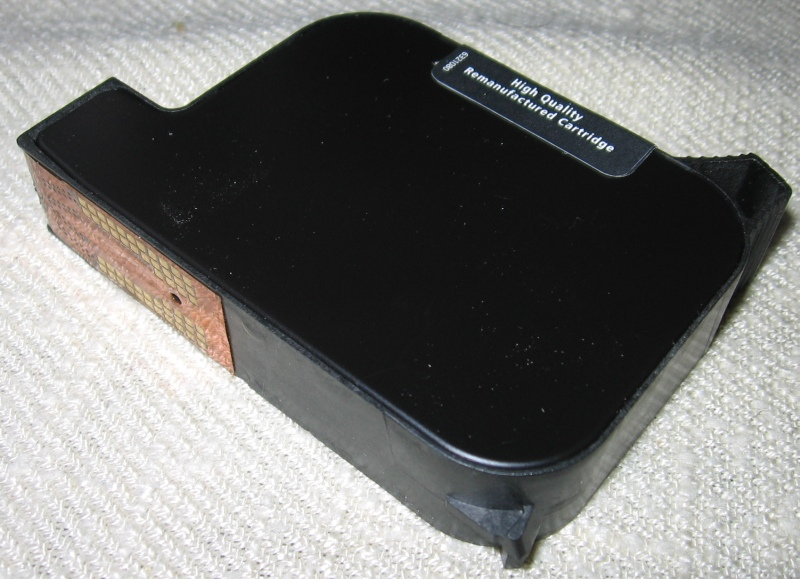
インクカートリッジ

HP製インクジェットプリンターは、前述の通り、一部を除いてプリンタヘッド一体型のものを採用していた。これによって、インクジェットプリンタにありがちなヘッドに起因するトラブルが少なくなり、そのトラブル発生時もメーカー修理でなく、インクカートリッジを交換するだけですむ。しかし、他社のプリンタにくらべてランニングコストが高くつくのが難点であった。近年はインク・ヘッド分離型に移行しており、ヘッド一体型は最廉価機種及びL版専用小型フォトプリンターだけになっている。HP製プリンター＝ヘッド一体型という認識は、もはや通用しなくなっている。
使用するカートリッジの種類によって（とくに写真の）印刷品質が決まり、使用するプリンター本体のクラスや発売時期が判る。
インクカートリッジは2桁もしくは3桁の番号で種類分けされており、パッケージに番号が目立つように記載されている。
SOHO・コンシューマ向けのものは、世代によって下記のとおりに分類できる（下のほうが新しい）。
- 下記以前の系統
  - フォトカラーインク込みで6色印刷に対応したモデルも存在した。
- 45番（黒）23番（3色カラー） 系統 - 1998年頃
  - この系統が販売されていた1999年時点で接続デバイスにUSBが採用された。 同年に配布されたWindows 2000評価版 (RC1) にはすでにDeskjet 800番台シリーズのUSB接続用デバイスドライバが含まれていた。カラーのドロップサイズは10pl。
  - おもな採用モデル：Deskjet 710c, Deskjet 895cxi, NEC PICTY 920 など
- 45番（黒）78番（3色カラー） 系統 - 2000年頃
  - この系統の本体が一番耐久性に優れているといわれ、熱狂的な愛好者が存在する。カラーのドロップサイズが5plと小さくなり、カラー印刷の画質が向上した。
  - おもな採用モデル：Deskjet 930c, Deskjet 990cxi, NEC PICTY 960 など
- 14番（黒）14番（3色カラー）系統 - 2001年末頃
  - インク・ヘッド分離型の系統。取り付け期限以内に取り付けた場合18ヶ月（それ以降に取り付けた場合18ヶ月未満）に使用期限切れとなりカートリッジを交換しないとプリンターが使用できなくなる。（ユーザーズガイドP82より）
  - おもな採用モデル：cp 1160のみ
- 56番（黒）57番（3色カラー）、58番（フォトカラー） 系統 - 2002年頃
  - 本格的に写真印刷に本腰になった系統。大半のモデルは黒インクとフォトカラーのカートリッジを取り替えて使うようになっている。フチなし印刷に対応するようになったのはこの系統から。
  - おもな採用モデル：Deskjet 5850, PSC 2550 Photosmart, Officejet 6150, NEC PICTY 970, SONY MPR-705 など

- 130番（黒）135番（3色カラー）、138番（フォトカラー）、100番（フォトグレー））、101番（フォトブルー）系統 - 2004年頃
  - 「vivera」というブランドネームを付け、写真印刷の耐候性は100年を謳っている。HP135の増量お買い得タイプがHP134である。100番フォトグレーはモノクロ写真印刷用で、これを使うとメタメリズムのない表現ができる。100番の増量タイプが102番。101番はPhotoSmart 8753専用で、138番のフォトブラックの代わりにフォトブルーを入れたもの。このカートリッジの世代から、家庭用モデルにはリージョンコードが導入された。世界を4つのブロックに分け、プリンタのリージョンとインクカートリッジのリージョンが一致していないと使用できない（100/101/102番はリージョンフリー）。
  - おもな採用モデル：Photosmart 2710 All-in-One , Deskjet 6840, Officejet 7410, CASIO PCP-120, SHARP UX-MF60CL など。
- 10番（黒）11番（カラー）（各色独立タンク） 系統 - 2004年
  - SOHO用プリンタのための大型インクカートリッジ。68mlと大容量の黒は顔料で、カラーは染料。ヘッドとインクは独立しており、ヘッドとインクタンクが離れているオフキャリッジ型。1/2インチ幅のhp11ヘッドは各色独立、ユーザーサイドで交換可能で、ヘッド内に8mlの小型インクタンクを備える。ヘッドは14000～16000枚の印刷で交換する。ドロップサイズは9pl。なおこの型番のインクは、使用期限が切れると一切使用することができないので注意が必要。
  - おもな採用モデル：Business Inkjet 1200, Business Inkjet 2800, OfficeJet Pro K850
- 177番 系統（各色独立タンク） - 2005年
  - この系統から家庭用機でも印字ヘッドとインクカートリッジが分離された。オフキャリッジ型。黒インクは染料系が採用された。6色染料インクで、写真印刷に振ったモデルに採用される。色によってインク容量が異なるが、黒以外はどれも同じ価格で販売されている。国によって販売価格の差があるため、カートリッジのICチップにリージョンコードが設定されている。Zone:1/北米・豪州・東南アジア (hp02)、Zone:2/欧州 (hp363)、Zone:3/日本・アフリカ・中東 (hp177)、Zone:4/中国・インド (hp801) はどれもカートリッジ形状が同じでインクの特性も同じだが、異なる地域で販売されたプリンター本体には使えない。ヘッドは6色一体型で交換できない。インクリサイクルシステムを持ち、クリーニングで使ったインクを回収し、気泡を抜いてタンク内に再循環させる。ドロップサイズは5pl。
  - おもな採用モデル：Photosmart 8230,3210a,3310, Photosmart C5180,C6175,C6280,C7180,C7280,C8180, Photosmart D7360,D7460 など。
- 140番（黒）141番（3色カラー）系統 - 2006年
  - ヘッドとインク一体型カートリッジで、廉価帯モデル用。140番は高速対応ワイドヘッドを搭載する。フォトカラーは138番を流用する。PhotoSmart 5000番台モデルは、hpとしては初のCD/DVDレーベル印刷対応。インクを増量したお買い得カートリッジとして140XL, 141XLが販売されている。100番グレーカートリッジも使用できる。なおこのインクもリージョンコードが設定されている。海外で買ったインクで形状が同じでも型番が異なるものは、日本で発売されているプリンターには使えない。
  - おもな採用モデル：PhotoSmart D5160,D5360, PhotoSmart C4380,C4480,C5280など。
- 88番 系統（各色独立タンク） - 2005年
  - 新世代のオフィス用4色機のための大容量インク。黒は顔料で容量が大きい (58ml)。カラーは染料で容量が小さい(22ml)。0.8インチ幅のHP88大型プリントヘッドは2色一体のオフキャリッジ型で、ユーザーにより交換可能、41500枚印刷可能と高寿命になっている。プリントヘッド内にもインクカートリッジがあり、高速印刷時にインク供給不足にならないような設計になっている。容量の小さい廉価な18番系統（黒が20.5ml、カラーが9ml)も用意され、上級機では88番・18番どちらのカートリッジも使える（下位機種では18番カートリッジしか使えない)。ドロップサイズは9pl。
  - おもな採用モデル：OfficeJet Pro K550,K5300,K5400,L7380,L7580,L7590,L7680,L7780,K8600　など。
- 38番 系統（各色独立タンク） - 2006年
  - オール顔料のPhotoSmart Proシリーズ用で8色。全色27mlの容量。ライトグレーが追加され、無彩色のメタメリズムに対処している。対応するHP70プリントヘッドはZ2100/Z3100シリーズ大判インクジェット機と共通で、88番系統プリントヘッドと同一の構造を持ち、88番より大型のインクタンクを備えて2色1体、寿命は10000枚。ドロップサイズは4pl。
  - おもな採用モデル：PhotoSmart Pro B9180, PhotoSmart Pro B8850
- 178番 系統（各色独立タンク） - 2008年
  - 家庭用機に採用される新しい独立タイプのインク。5色機で、文字印刷用の顔料ブラックと、写真印刷用の染料ブラック、カラー独立3色の5つのインクタンク、及び交換可能なオンキャリッジ型ヘッドアセンブリーで構成される。顔料ブラックのドロップサイズは5pl、染料インクのドロップサイズは1.3pl。標準サイズのインクの他に、大容量のXLサイズもある。アメリカではHP564、欧州ではHP364として売られる。CD/DVDレーベル印刷対応（C6380を除く）、C309aを除く機種は自動両面印刷不可（C309aは標準装備）。
  - おもな採用モデル：PhotoSmart D5445,D5460,D7560,C5380,C6380、PhotoSmart Premium FAX AIO C309aなど。
- 920番 系統（各色独立タンク） - 2009年
  - 廉価版Officejet4色機のシリーズ。黒は顔料で、カラーは染料。各色独立。178番系統と同様のオンキャリッジ型ヘッドアセンブリーを採用する。顔料ブラックは標準容量のHP920の他に、大容量のHP920XLもある。カートリッジの構造はHP178と同じですが、ブラックカートリッジのサイズはHP178より大きい。
  - おもな採用モデル：OfficeJet 6000,6500,6500A
- 940番 系統（各色独立タンク） - 2009年
  - HP88系統の後継となる新しいオフィス向けプリンタ/複合機のシリーズ。HP10/11、HP88など歴代のOfficeJet Proシリーズは黒のみ顔料、カラーは染料だったが、HP940系からはカラーを含めて全色顔料インクになり耐水性が向上した。2色1体のオフキャリッジ型プリントヘッドという構成はHP88ヘッドやHP70ヘッドと共通する特徴で、ヘッドの外観も同じ。黒は標準容量のHP940インクの他に、大容量のHP940XLインク（49ml)が用意されている。カラーインクはXL表記のものだけが市販されており16ml入り。全機種自動両面印刷ユニット標準装備、全機種有線LAN標準装備で、ワイヤレスLAN付きのモデルと有線のみのモデルがある。
  - おもな採用モデル：OfficeJet Pro 8000,8500

## 他社における展開
HP製のインクカートリッジを使用したインクジェットプリンターは、NECが長期にわたって採用し、「PICTY」ブランドで販売していた（HP製のOEMである）。
ソニーも一時期採用していたが、カートリッジ形状は同じでも自社ブランド製品しか使えない本体も存在した。2006年12月に自社ブランドカートリッジの供給を止める告知がされ、HP製カートリッジを使うようアナウンスされている。
Appleは、HP DeskJet 600シリーズをColor StyleWriter 4100, 4500, 6500として採用していた。
近年では、シャープがFAX複合機「見楽る」シリーズに、カシオがデジタル写真プリンターにHP製インクカートリッジが使えるシステムを採用している。 日本国外ではサムスン製などのFAX/モノクロプリンター複合機も存在する。